# ラジオフォーラム
ラジオフォーラムは一般社団法人ラジオアクセスフォーラムが制作し、全国のコミュニティーFMラジオ放送各局（一部の災害FM局含む）と、京都放送 (KBS)、南海放送、長崎放送、熊本放送、ラジオ沖縄、およびカナダの日本語専門ラジオ「CHMB AM1320 Radio 日本」（C-ZOOMラジオ日本）にて放送されている報道教養番組である。

## 番組開始までの経緯
この番組のルーツはMBSラジオで2010年10月から2012年9月に放送された帯番組「RadioNews たね蒔きジャーナル」で、リスナーからの意見・情報を募集しながら、最新のニュースや話題の核心に迫る番組内容を展開。東日本大震災以後は特に東京電力福島第一原子力発電所の被ばく事故や、被災地の心のケアや復興へ向けた課題に向き合い、近畿地方はもとより全国から圧倒的な支持を得るまでになった。しかしMBSが人件費の抑制・削減を目的として2012年10月改編で打ち切りを検討していることが、同8月の朝日新聞大阪本社版 に掲載された。
この「たね蒔きジャーナル」打ち切り報道をきっかけに、同番組の精神を引き継ごうということで、「たね蒔きジャーナル」にゲストとして出場したジャーナリストやリスナーが中心となって「すきすきたね蒔きの会」なる市民運動団体を結成。署名や寄付金を集めた存続運動が展開されたが、2012年9月に大団円（同趣旨の番組は「報道するラジオ」に継承）となった。
この「たね蒔きジャーナル」終了から3か月が経過した2013年1月、「すきすきたね蒔きの会」を発展させた一般社団法人ラジオアクセスフォーラムという団体が設立され、この「たね蒔きジャーナル」のコンセプトを生かした「ジャーナリズムの広場（市民ジャーナリズム）」を目指した報道教養番組を、市民からの寄付金を元手にして製作することになった。現在も寄付金（後述）を基に番組やイベントを企画・製作しており、リスナー（市民）参加型報道教養番組を実践している。
当初はコミュニティーFMラジオ局とカナダ・バンクーバーの日本語専門放送局のみのネットであったが、開始3か月後の2013年4月より県域中波局でのネットを開始した。当初はコミュニティーFMのネットが少ない九州（沖縄県含む）の3局からだったが、2014年1月から「たね蒔きジャーナル」の古巣である近畿地方でもKBS京都放送でのネットを開始、2015年4月現在では全国8県・6つの県域中波局 で放送されるようになった。
また番組開始当初から放送されていない地域への補完の意味合いで、インターネットラジオでの配信も展開している。当初、サイマルラジオでのストリーミング配信は三角山放送局（札幌市）だけだったが、その後のネット局拡大に伴いストリーミング配信を行う放送局が拡大。現在はサイマルラジオのほか、radiko（一部を除く放送対象地域のみ）でも実施。さらに過去の放送のオンデマンド配信をYouTubeで開始し、2013年9月からはポッドキャスティングによるダウンロード配信も開始するようになった。
当番組の立ち上げ後も、「報道するラジオ」にレギュラーの石丸、石井、小出やゲストのリ・ハナらが特集コーナーの「ラジオ塔」のゲストとして参戦するなど、一定のつながりは持っている。
この取り組みは数多くのマスコミ機関に取材されている。
2016年3月第4週の配信をもって終了。この趣旨は新たな受け皿団体として発足した「一般社団法人・自由なラジオ」の製作による新番組「市民のための自由なラジオ Light UP!」に引き継がれた。

## 放送日時・ネット局（2015年4月現在）
コミュニティーFM放送キー局のFM HANAKOは土曜日 18:00 - 19:00（2015年3月までのキー局であるFMきしわだは同日 21:00 - 22:00だった）であるが、それより20時間先行となる三木市のFMみっきぃで放送される金曜日 23:00 - 24:00の放送を基準として更新（翌週金曜日まで順次放送）。全国42放送局にネット（時間は局により異なり、60分フルで放送する局と、30分の短縮版＜一覧表「30」欄に△を記載している局＞で放送する局とがある。また再放送を実施している局＜複数段掲載。最初に挙げた時間が初回＞もある）。特記無しは2013年1月の開始と同時にスタート。一部インターネットラジオ放送実施局（サイマルラジオを利用したライブストリーミング 一覧表「LS」欄に○を記載している局）あり
| 地域               | 都道府県 | 放送局名                   | 放送日時                                               | LS                               | 30 | 備考                                         |
| ------------------ | -------- | -------------------------- | ------------------------------------------------------ | -------------------------------- | -- | -------------------------------------------- |
| 北海道             | 北海道   | 三角山放送局               | 土曜 17:00 - 18:00                                     | ○                                |    |                                              |
| 北海道             | 北海道   | FMりべーる                 | 金曜 15:00 - 15:59                                     | ○                                |    | 2013年4月開始                                |
| 北海道             | 北海道   | FM JAGA                    | 日曜 22:00 - 23:00                                     |                                  |    | 2013年4月開始                                |
| 北海道             | 北海道   | Airてっし                  | 日曜 10:00 - 10:58 水曜 15:00 - 15:58                  |                                  |    | 2013年4月開始                                |
| 北海道             | 北海道   | エフエムねむろ             | 日曜 21:00 - 22:00                                     |                                  |    |                                              |
| 北海道             | 北海道   | ラジオふらの               | 月曜 21:00 - 22:00 火曜 19:00 - 20:00                  |                                  |    |                                              |
| 東北地方           | 秋田県   | Radio A                    | 土曜 18:00 - 19:00                                     |                                  |    |                                              |
| 東北地方           | 秋田県   | FMゆーとぴあ               | 土曜 23:00 - 24:00                                     | ○                                |    |                                              |
| 東北地方           | 宮城県   | FMいわぬま （岩沼災害FM）  | 土曜 20:00 - 21:00                                     | ○                                |    |                                              |
| 東北地方           | 福島県   | もとみやFMモットコム       | 日曜 18:00 - 18:59                                     | ○                                |    |                                              |
| 東北地方           | 福島県   | ココラジ                   | 日曜 13:00 - 14:00 土曜 6:00 - 7:00                    | ○                                |    |                                              |
| 関東地方           | 茨城県   | FMぱるるん                 | 土曜 20:00 - 21:00                                     | ○                                |    |                                              |
| 関東地方           | 千葉県   | FMうらやす （FMうらら）    | 土曜 23:00 - 23:59                                     |                                  |    |                                              |
| 関東地方           | 東京都   | FMたちかわ                 | 日曜 23:00 - 23:59                                     | ○                                |    |                                              |
| 関東地方           | 東京都   | FM西東京                   | 日曜 19:00 - 20:00                                     |                                  |    |                                              |
| 関東地方           | 神奈川県 | FMとつか                   | 土曜 21:00 - 21:55                                     |                                  |    | 2015年4月開始                                |
| 関東地方           | 神奈川県 | FM湘南ナパサ               | 土曜 18:00 - 19:00 木曜 14:00 - 15:00                  |                                  |    | 2013年7月開始                                |
| 関東地方           | 神奈川県 | FMさがみ                   | 日曜 0:00 - 1:00                                       |                                  |    | 2013年10月開始                               |
| 中部地方           | 新潟県   | FMとおかまち               | 土曜 19:00 - 20:00                                     |                                  |    | 2013年10月開始                               |
| 中部地方           | 新潟県   | ラジオアガット             | 日曜 21:00 - 22:00                                     |                                  |    |                                              |
| 中部地方           | 新潟県   | FMゆきぐに                 | 日曜 9:30 - 10:00                                      |                                  | △  |                                              |
| 中部地方           | 富山県   | FMいみず                   | 日曜 18:00 - 19:00                                     |                                  |    |                                              |
| 中部地方           | 岐阜県   | FMわっち                   | 月曜 23:00 - 24:00                                     |                                  |    |                                              |
| 中部地方           | 岐阜県   | FMらら                     | 土曜 18:00 - 19:00                                     |                                  |    |                                              |
| 近畿地方           | 京都府   | FM797 京都三条ラジオカフェ | 月曜 0:00 - 1:00 月曜 18:00 - 19:00                    |                                  |    |                                              |
| 近畿地方           | 大阪府   | FM HANAKO                  | 土曜 18:00 - 19:00                                     | ○                                |    | 幹事局                                       |
| 近畿地方           | 兵庫県   | FMわぃわぃ                 | 日曜 22:00 - 23:00                                     | ○                                |    |                                              |
| 近畿地方           | 兵庫県   | BAN-BANラジオ              | 日曜 20:00 - 21:00                                     | ○                                |    |                                              |
| 近畿地方           | 兵庫県   | FMジャングル               | 水曜 20:00 - 20:59                                     |                                  |    | 2013年10月開始                               |
| 近畿地方           | 兵庫県   | FMみっきぃ                 | 金曜 23:00 - 24:00 日曜 15:00 - 16:00                  |                                  |    | 2013年10月開始                               |
| 近畿地方           | 兵庫県   | FM宝塚                     | 土曜 18:00 - 19:00                                     |                                  |    | 2014年1月開始                                |
| 近畿地方           | 奈良県   | ならどっとFM               | 土曜 22:00 - 23:00                                     | ○                                |    |                                              |
| 中国・四国地方     | 岡山県   | FMくらしき                 | 日曜 20:00 - 21:00                                     |                                  |    | 2013年4月開始                                |
| 中国・四国地方     | 徳島県   | B・FM791                   | 土曜 18:00 - 19:00                                     |                                  |    |                                              |
| 中国・四国地方     | 愛媛県   | FMラヂオばりばり           | 日曜 21:00 - 22:00                                     |                                  |    |                                              |
| 中国・四国地方     | 愛媛県   | FMがいや                   | 日曜 8:00 - 9:00 日曜 15:00 - 16:00 日曜 21:00 - 22:00 |                                  |    |                                              |
| 九州・沖縄地方     | 佐賀県   | えびすFM                   | 水曜 17:00 - 18:00                                     |                                  |    |                                              |
| 九州・沖縄地方     | 長崎県   | 壱岐エフエム               | 木曜 8:00 - 9:00                                       |                                  |    | 2014年4月開始                                |
| 九州・沖縄地方     | 鹿児島県 | FMかのや                   | 土曜 22:00 - 22:59                                     | ○                                |    | おおすみ半島コミュニティ放送ネットワーク傘下 |
| 九州・沖縄地方     | 鹿児島県 | FMきもつき                 | 土曜 22:00 - 22:59                                     | ○                                |    | おおすみ半島コミュニティ放送ネットワーク傘下 |
| 九州・沖縄地方     | 鹿児島県 | FM志布志                   | 土曜 22:00 - 22:59                                     | ○                                |    | おおすみ半島コミュニティ放送ネットワーク傘下 |
| 九州・沖縄地方     | 鹿児島県 | FMたるみず                 | 土曜 22:00 - 22:59                                     | ○                                |    | おおすみ半島コミュニティ放送ネットワーク傘下 |
| ネット終了         |          |                            |                                                        |                                  |    |                                              |
| FMおたる           |          |                            |                                                        | 2015年3月終了                    |    |                                              |
| FM Azur            |          |                            |                                                        | 不定期放送                       |    |                                              |
| 女川災害FM         |          |                            |                                                        | 2013年9月終了                    |    |                                              |
| 大槌災害FM         |          |                            |                                                        | 不定期放送                       |    |                                              |
| FM POCO            |          |                            |                                                        | 2015年3月終了                    |    |                                              |
| FMチャッピィー     |          |                            |                                                        | 2015年3月終了                    |    |                                              |
| ラジオこまつ       |          |                            |                                                        | 不定期放送                       |    |                                              |
| FMラジオあいらんど |          |                            |                                                        | 2013年3月終了                    |    |                                              |
| FM Haro!           |          |                            |                                                        | 2013年4月開始 2015年3月終了      |    |                                              |
| ラヂオきしわだ     |          |                            |                                                        | 2015年3月終了 同時期までの幹事局 |    |                                              |
| FMからつ           |          |                            |                                                        | 不定期放送                       |    |                                              |
| FM791              |          |                            |                                                        | 2014年3月終了                    |    |                                              |

中波radiko（県域放送のライブストリーミングサービス）でも当該府県に限り配信している（NBCラジオ佐賀・ラジオ沖縄は除く）。
| 地域           | 都道府県   | 放送局名          | 加盟ネットワーク | 放送日時           | 備考                  |
| -------------- | ---------- | ----------------- | ---------------- | ------------------ | --------------------- |
| 東北地方       | 山形県     | 山形放送          | JRN / NRN        | 日曜 4:00 - 5:00   | 2015年4月 - 2016年3月 |
| 近畿地方       | 京都府     | KBS京都放送       | NRN              | 月曜 0:00 - 1:00   | 2014年1月開始         |
| 近畿地方       | （滋賀県） | （KBS滋賀）       | NRN              | 月曜 0:00 - 1:00   | 2014年1月開始         |
| 四国地方       | 愛媛県     | 南海放送          | JRN / NRN        | 月曜 0:00 - 1:00   | 2014年9月開始         |
| 九州・沖縄地方 | 長崎県     | 長崎放送          | JRN / NRN        | 月曜 19:30 - 20:30 | 2013年4月開始         |
| 九州・沖縄地方 | （佐賀県） | （NBCラジオ佐賀） | JRN / NRN        | 月曜 19:30 - 20:30 | 2014年4月開始         |
| 九州・沖縄地方 | 熊本県     | 熊本放送          | JRN / NRN        | 月曜 0:00 - 1:00   | 2013年4月開始         |
| 九州・沖縄地方 | 沖縄県     | ラジオ沖縄        | NRN              | 金曜 22:30 - 23:30 | 2013年4月開始         |

日本国外カナダの日本語放送「CHMB AM1320 Radio 日本」（C-ZOOMラジオ日本。バンクーバー）にて現地時間日曜日9:10 - 10:10放送 同局のオンデマンドサイトでも配信しており、聴取可能となっている。
インターネットラジオ上記サイマルラジオとRadikoで行うライブストリーミング、およびCHMB AM1320 Radio日本でのオンデマンド放送とは別に、過去の放送分をポッドキャスティングやYouTubeにアップロードして放送を行っている。当初、新作のネット放送への配信はコミュニティーFMでの配信がすべて終了してからの翌週土曜以後の配信であったが、現在はネット各局の了承を得て、翌週月曜日以後にネット配信を開始している。
なおYouTube・ポッドキャストでは音楽著作権の関係で、番組中盤の音楽コーナーの配信は割愛されている。特に第84回（ラヂヲきしわだ基準2014年8月16日放送。ネットラジオは8月18日から配信）「フォークソングから戦争と平和を考える」は、小室の生歌を含め、楽曲が多数放送されるため、大半の箇所は編集で割愛せざるを得なかった。

## オープニングナレーション
女性ナレーターの口上（2014年度<2015年3月>まで）。
※2015年度（同4月）からオープニングテーマソングが変更されたため、この口上が割愛され、いきなり「ラジオフォーラム」のコールが流れる。
続いて、パーソナリティの口上。

## パーソナリティー
大阪からの放送担当
- 石丸次郎（ジャーナリスト）
- 今西憲之（同上）
- 西谷文和（同上）
- 景山佳代子（神戸女学院大学講師 2014年6月・第75回放送よりMCとして参加=下表のとおり過去にゲストとして出場した実績あり）
- 矢野宏（「新聞うずみ火」代表 2015年6月・第129回放送よりMCとして参加=下表の通り過去にゲストとして出場した実績あり）

東京からの放送担当
- 石井彰（放送作家）
- 湯浅誠（社会運動家）
- 谷岡理香（フリーアナウンサー、東海大学教授 2014年8月・第85回放送よりMCとして参加）

以上8人が週替わり持ち回り担当。原則として隔週で大阪府内と東京都内の収録スタジオで交互に録音して放送する。ただし今西もまれにゲスト出場者の都合で東京で収録を行う場合があり、毎回放送では「今日は大阪（東京）からお送りしています」との説明がある。
週によってはこの7名のうちの2-3人が一緒に出演する場合がある。後述の第1回放送のほか、第12回と第36回には石丸と西谷が、第39回には石丸と湯浅がそれぞれ共演して放送を行っている。

### コーナー担当

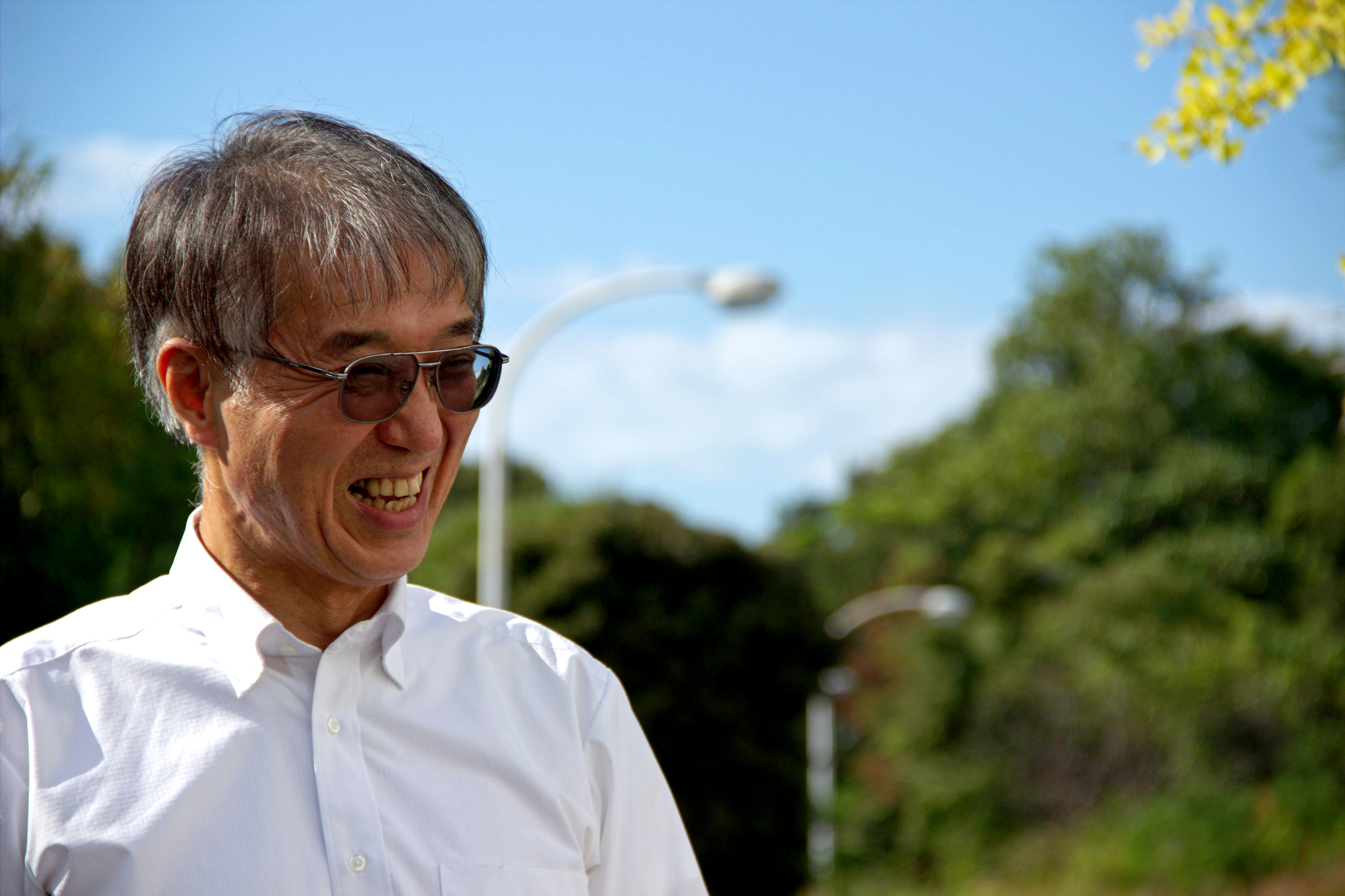
小出裕章（番組内コーナー「小出裕章ジャーナル」のパーソナリティ）

- 小出裕章（評論家。2015年3月に京都大学職員・同大学原子炉実験所助教定年退職）

番組枠内コーナー「小出裕章ジャーナル」のパーソナリティー。小出は原子力発電については反対の姿勢を取っており、福島第一原子力発電所の津波・地震被害以後、原発の安全性への疑念を訴えている。
実質的な前身「たね撒きジャーナル」においても、震災後、原発事故からの東北復興と、被災地の人々の心のケアとの向き合い方、原子力の在り方、核兵器や放射能汚染などについての問題提起を行っており、「ラジオフォーラム」でもこれらの原発のあり方、福島原発事故被災地の心のケアの在り方についての問題提起を継続している。基本的には電話での出演である。
この番組宛にも、「小出の出場パートを増やしてほしい」とか「小出のワンマンパーソナリティーの形で番組を作ってほしい」といった要望が数多く寄せられているが、この番組では震災・原発事故を含めた様々な社会問題が数多くはびこっている事情もあり、できる限り大手の報道機関が取り上げることが少ない身近な「ニュースの種」を取り上げるため、小出単独パーソナリティーという形とはせず、番組内コーナー担当パーソナリティーという扱いで参加している。
2013年1月12日（ラヂオきしわだ基準）の記念すべき1回目は小出、石丸、今西、西谷の4名による原発についての討論会から番組がスタートした。

## 番組の大まかな進行
- 00-03分ごろ オープニング（パーソナリティーの挨拶、その日のゲストコーナーの趣旨・内容説明、ゲストとその人のプロフィル紹介）
- 03-04分ごろ ネット局の紹介（中波・コミュニティーFM東日本地区・日本国外）
- 04-15分ごろ ゲストコーナー前編
- 15-23分ごろ 小出裕章ジャーナル
- 23-24分ごろ 番組へのお便り募集告知
- 24-30分 番組からの告知事項、ゲストのリクエスト曲紹介（ネット局のうち△で示した局は飛び降り ネットラジオについては著作権管理上この箇所は省略）
- 30-50分ごろ ゲストコーナー後編
- 50-55分ごろ みんなジャーナル（電話インタビューによる地域トピックス）
- 55-56分ごろ ネット局の紹介（中波・コミュニティーFM西日本地区・インターネットラジオ）
- 56-60分 エンディング（その日のまとめ、スタッフの紹介、次回予告）

基本的な進行パターンは上記の通りであるが、ごくまれに、「小出ジャーナル」とゲストコーナー前編の順序を入れ替えることもある。

### 基本的なテーマ
番組では基本的に週替わりでジャンル別のテーマを定めており、
- 社会が見えてくる（主に湯浅、谷岡が担当）
- 世界が見えてくる（西谷、石丸がほぼ交互に担当 回によっては景山が参加する場合もある）
- メディアが見えてくる（主に石井が担当）
- 関西が見えてくる（基本的には今西、景山、矢野が担当するが、回によって西谷、石丸が参加する場合もある）

この4つのジャンルをベースとして番組を展開している。開始当初は第1週から順に「社会」→「世界」→「メディア」→「関西」のローテーションとしていたが、幹事局（ラヂオきしわだ（2015年3月まで）→FM HANAKO（2015年4月から））の放送基準日である土曜日が5週ある場合や、パーソナリティーの取材スケジュールの都合などから、現在は週のテーマ固定はされておらずほぼランダムで放送されている。
番組開始当初から第1週は湯浅、第3週は石井でほぼ固定され、第2・4週（ある場合は第5週も）は大阪担当の3人のパーソナリティーがローテーションという形を取っていたが、パーソナリティーが増えた2014年ごろから、第1週は湯浅、第2週は西谷でほぼ固定、第3-5週はそれ以外のローテーションというケースが増えている。ただし西谷と石丸は海外取材に出ることがあるため、この原則から外れて他のパーソナリティが担当する場合もある。また今西は2014年ごろから東京での取材が多いことからほとんどは東京発の出演になっている。また幹事局の放送日である土曜日が5週ある月は第4週を東京発（この時には谷岡が担当する場合が多い）、第5週は大阪発となることもよくある。
また番組開始当初は「たね蒔きジャーナル」の体裁をほぼ踏襲する形で、ゲストコーナー・前編が「ニュースのたね」、後編が「はなしのたね」、また電話インタビューは「ラジオのたね」とそれぞれコーナー題があった。現在は「ゲストコーナー」（前後編）、「小出ジャーナル」、「みんなジャーナル」で構成されている（一時期、「小出ジャーナル」のコーナー以外はタイトルコールがなかったが、2014年2月から電話インタビューのタイトルが再び設定された）。

## テーマ

### ゲストコーナー
※番組開始当初の「ニュースのたね」「はなしのたね」で取り上げたものも含む
| 回  | テーマ                                                                                           | パーソナリティ                      | 出場ゲスト                          | 備考                                                                                        |
| --- | ------------------------------------------------------------------------------------------------ | ----------------------------------- | ----------------------------------- | ------------------------------------------------------------------------------------------- |
| 1   | 小出裕章さんと考える原発事情の今                                                                 | 小出裕章 石丸次郎 今西憲之 西谷文和 | 小出裕章 石丸次郎 今西憲之 西谷文和 | 小出は名目上ゲスト扱い                                                                      |
| 2   | チェルノブィリ支援の今                                                                           | 石井彰                              | 小室等                              | 小室は番組のオリジナル主題歌（インストゥルメンタル）も手掛けている                          |
| 3   | 日本維新の会国勢進出の思惑                                                                       | 今西憲之                            | 吉富有治                            |                                                                                             |
| 4   | 社会運動成功のコツ                                                                               | 湯浅誠                              | マエキタミヤコ                      |                                                                                             |
| 5   | アラブの春の今                                                                                   | 西谷文和                            | 岡真理                              |                                                                                             |
| 6   | 震災とメディア                                                                                   | 石井彰                              | 吉岡忍                              |                                                                                             |
| 7   | 原発、TPP、広域処理…山本太郎大いに吠える                                                         | 今西憲之                            | 山本太郎                            |                                                                                             |
| 8   | 被災自治体公務員のメンタルケアー                                                                 | 湯浅誠                              | 香山リカ                            |                                                                                             |
| 9   | イラク戦争10年、自己責任バッシングは何だったのか                                                 | 西谷文和                            | 今井紀明                            |                                                                                             |
| 10  | オウム真理教事件は社会に何をもたらしたか                                                         | 石井彰                              | 森達也                              |                                                                                             |
| 11  | 橋下徹大阪市長の特別秘書の情実採用疑惑                                                           | 石丸次郎                            | 阪口徳雄                            |                                                                                             |
| 12  | 西谷文和のシリア内線取材最新レポート                                                             | 石丸次郎 西谷文和                   | 石丸次郎 西谷文和                   | 西谷は名目上ゲスト扱い                                                                      |
| 13  | 市民・地域の力でできること                                                                       | 湯浅誠                              | 保坂展人                            |                                                                                             |
| 14  | 原発事故と福島の子供たち                                                                         | 今西憲之                            | おしどり                            |                                                                                             |
| 15  | 私は歌う                                                                                         | 石井彰                              | 李政美                              |                                                                                             |
| 16  | 日本に住む脱北者・リ・ハナの思い                                                                 | 西谷文和                            | リ・ハナ                            |                                                                                             |
| 17  | 誰もが生きやすい社会とは〜ジェンダーの視点から                                                   | 湯浅誠                              | 大崎麻子                            |                                                                                             |
| 18  | 屈辱の日、なぜ沖縄ばかり犠牲になるのか                                                           | 西谷文和                            | 栗原佳子                            |                                                                                             |
| 19  | 映画を撮るのは私の生き方                                                                         | 石井彰                              | 纐纈あや                            |                                                                                             |
| 20  | 在特会と差別排外扇動活動（ヘイト活動）の実態                                                     | 石丸次郎                            | 安田浩一                            |                                                                                             |
| 21  | 憲法を考える                                                                                     | 湯浅誠                              | 石坂啓                              |                                                                                             |
| 22  | 2つの震災（阪神・淡路大震災、東日本大震災）が残したもの                                          | 今西憲之                            | 西岡研介                            |                                                                                             |
| 23  | 南海トラフ地震〜東日本大震災・阪神大震災から学ぶこと                                             | 石井彰                              | 渡辺実                              |                                                                                             |
| 24  | 従軍慰安婦問題を考える                                                                           | 西谷文和                            | 趙博                                |                                                                                             |
| 25  | うまくいくんかいな?アベノミクス                                                                  | 石丸次郎                            | 浜矩子                              |                                                                                             |
| 26  | どうして広がる?子供の貧困                                                                        | 湯浅誠                              | 林恵子                              |                                                                                             |
| 27  | 脱原発・ドイツの廃炉事情                                                                         | 今西憲之                            | 広瀬隆                              |                                                                                             |
| 28  | ウソと秘密のTPP、交渉の内実に迫る                                                                | 石井彰                              | 内田聖子                            |                                                                                             |
| 29  | 人命より経済優先?大阪泉南アスベスト訴訟を考える                                                  | 西谷文和                            | 原一男 村松昭夫                     |                                                                                             |
| 30  | 熱狂なきファシズムの到来?参院選を振り返る                                                        | 湯浅誠                              | 想田和弘                            |                                                                                             |
| 31  | 大阪大空襲と大阪のジャーナリズム                                                                 | 西谷文和                            | 矢野宏                              |                                                                                             |
| 32  | ひとをつなぐ、歴史をつなぐ                                                                       | 石井彰                              | 朴慶南                              |                                                                                             |
| 33  | 東京電力記者会見と原発事故                                                                       | 今西憲之                            | 木野龍逸                            |                                                                                             |
| 34  | 平松さんはどう見てはんのん?大阪市政と大阪都構想                                                  | 今西憲之                            | 平松邦夫                            | 平松は元毎日放送アナウンサー・職員                                                          |
| 35  | "OMOIYARI"を歌でつなぐ                                                                           | 湯浅誠                              | 藤田恵美                            |                                                                                             |
| 36  | 石丸次郎・西谷文和の北朝鮮・アフガニスタン最新レポート                                           | 石丸次郎 西谷文和                   | 石丸次郎 西谷文和                   | 両氏とも名目上「ダブルパーソナリティー」扱い                                                |
| 37  | 貧困問題とテレビ報道の劣化                                                                       | 石井彰                              | 水島宏明                            |                                                                                             |
| 38  | 原発文化人50人斬り /この国の無責任性について                                                     | 西谷文和                            | 佐高信                              |                                                                                             |
| 39  | 日本の民主主義を考える /大阪駅ホームレス襲撃殺人事件から1年                                      | 石丸次郎 湯浅誠                     | 石丸次郎 湯浅誠                     | 湯浅は名目上ゲスト扱い                                                                      |
| 40  | "ハト派"政治家は今の政治状況をどう見るのか                                                       | 湯浅誠                              | 河野洋平                            |                                                                                             |
| 41  | アフリカの知られざる表情                                                                         | 石井彰                              | 岩崎有一                            |                                                                                             |
| 42  | 労働特区とブラック企業                                                                           | 今西憲之                            | 北健一                              |                                                                                             |
| 43  | IT時代、子供を心豊かに育む教育とは                                                               | 湯浅誠                              | 石戸奈々子                          |                                                                                             |
| 44  | 特定秘密保護法とはどんな法律か                                                                   | 石丸次郎                            | 太田健義                            |                                                                                             |
| 45  | 写真と映画で伝えたいこと                                                                         | 石井彰                              | 本橋成一                            |                                                                                             |
| 46  | 映像ロケーション撮影支援で地域を元気に                                                           | 石丸次郎                            | 田中まこ                            |                                                                                             |
| 47  | 日航123便御巣鷹山墜落事故の真相                                                                  | 西谷文和                            | 米田憲司                            |                                                                                             |
| 48  | "婚活"のホントの意味〜イマドキ女子への生き方指南                                                 | 湯浅誠                              | 白河桃子                            |                                                                                             |
| 49  | "故郷を放射能に占領された!"元双葉町町長が語る被災地の叫び                                        | 今西憲之                            | 井戸川克隆                          |                                                                                             |
| 50  | ラジオで語ろう、ラジオの魅力                                                                     | 石井彰                              | きゃんひとみ                        |                                                                                             |
| 51  | おっさん中心の世に物申す                                                                         | 石丸次郎                            | 谷口真由美                          |                                                                                             |
| 52  | 福島の女子たちが“楽しい”を発信! 〜被災地のポップな活動                                           | 湯浅誠                              | 鎌田千瑛美                          |                                                                                             |
| 53  | モンゴル・核廃棄物最終処分場問題に迫る                                                           | 西谷文和                            | 今岡良子                            |                                                                                             |
| 54  | なぜ人はだまされるのか?振り込め詐欺、オリンピック詐欺を防ぐには                                  | 石井彰                              | 三浦佳子                            |                                                                                             |
| 55  | 権力者の言葉と表現について 〜“積極的平和主義”、“アンダーコントロール”の裏に隠されているもの      | 西谷文和                            | アーサー・ビナード                  |                                                                                             |
| 56  | 原子力ムラと検察、日本を代表するふたつの“権力”を考える                                           | 今西憲之                            | 郷原信郎                            |                                                                                             |
| 57  | 地元が主体の“ヒサイチ”復興                                                                       | 湯浅誠                              | 菊池隼                              |                                                                                             |
| 58  | 「探偵!ナイトスクープ」は何が面白かったのか /ネット時代のテレビについて                          | 西谷文和                            | 立原啓裕                            |                                                                                             |
| 59  | 大学で教える、働く女性の新しい生き方                                                             | 石井彰                              | 外川智恵                            |                                                                                             |
| 60  | 大モメ日・韓、ちょっと頭を冷やしませんか?                                                        | 石丸次郎                            | カク・チヌン                        |                                                                                             |
| 61  | 最後まで自分らしく生きる 在宅介護・ケア                                                          | 湯浅誠                              | 中澤まゆみ                          |                                                                                             |
| 62  | シリア戦争は今どうなっているのか                                                                 | 西谷文和                            | シハーブ                            |                                                                                             |
| 63  | テレビで伝えられること、伝えられないこと                                                         | 石井彰                              | 阿武野勝彦                          | 阿武野は東海テレビ放送ディレクター（元アナウンサー、報道記者）                              |
| 64  | シルクロード1万2000kmを歩いた男がイランに魅せられた訳                                            | 石丸次郎                            | 大村一朗                            |                                                                                             |
| 65  | 市民の力で社会を変える                                                                           | 湯浅誠                              | 鎌田華乃子                          |                                                                                             |
| 66  | セックス、性風俗はどう語られてきたか? 〜メディアと橋下市長慰安婦発言を分析する〜                 | 石丸次郎                            | 景山佳代子                          |                                                                                             |
| 67  | 事件捜査と裁判の真実、そしてマスコミは何を伝えて来たか?                                          | 今西憲之                            | 江川紹子                            |                                                                                             |
| 68  | 落語は世界を救えるか? 笑福亭鶴笑、アフガンを目指す!                                              | 西谷文和                            | 笑福亭鶴笑                          |                                                                                             |
| 69  | イクメンが社会を変える?                                                                          | 湯浅誠                              | 安藤哲也                            |                                                                                             |
| 70  | 北のスパイ容疑で死刑判決!? 冤罪の在日教員が見た韓国社会の実態とは?                               | 西谷文和                            | 康宗憲                              |                                                                                             |
| 71  | 公共放送・NHKの何が問題なのか?                                                                   | 石井彰                              | 小田桐誠                            |                                                                                             |
| 72  | 安倍一族を支える在日コリアン人脈について 〜政界からアウトローにまで広がる在日パワーの内実とは?〜 | 石丸次郎                            | 李策                                |                                                                                             |
| 73  | 検察のストーリーに巻き込まれる恐ろしさ〜陸山会事件を振り返る                                     | 今西憲之                            | 石川知裕                            |                                                                                             |
| 74  | これからの学校教育のあり方とは                                                                   | 湯浅誠                              | 武田緑                              |                                                                                             |
| 75  | 戦争のなかの生活、生活のなかの戦争                                                               | 景山佳代子                          | 玉本英子                            | この回より景山が新MCとして加わり、6人体制となる。                                           |
| 76  | 市民が支えるメディア〜その可能性と課題                                                           | 石井彰                              | 山田厚史                            | 山田は元毎日放送職員（アナウンサーではない）→朝日新聞記者→現・朝日新聞出版「AERA」記者      |
| 77  | 新聞は集団的自衛権をどう伝えてきたか?                                                            | 西谷文和                            | 松井宏員                            | 松井は毎日新聞記者                                                                          |
| 78  | マイノリティーの中で自分らしく生きる                                                             | 湯浅誠                              | 杉山文野                            |                                                                                             |
| 79  | もうひとつの北朝鮮問題〜在日帰国者と日本人妻にも光を                                             | 石丸次郎                            | 榊原洋子                            |                                                                                             |
| 80  | 母になったアイドル・千葉麗子が今、守りたいもの                                                   | 今西憲之                            | 千葉麗子                            | 千葉は元アイドルタレント。現在は起業家・ヨガインストラクター                                |
| 81  | 政治が教育に介入してはならない理由                                                               | 景山佳代子                          | 内田樹                              |                                                                                             |
| 82  | 子どもの貧困にどう向き合うか                                                                     | 湯浅誠                              | 湯澤直美                            |                                                                                             |
| 83  | テレビに出られない芸人、松元ヒロ                                                                 | 西谷文和                            | 松元ヒロ                            | 松元は元「ザ・ニュースペーパー」（時事風刺コント劇団）のメンバー                            |
| 84  | 終戦記念日特集「フォークソングから戦争と平和を考える」                                           | 石井彰                              | 小室等                              | 小室は番組初の2回目のゲスト出場                                                             |
| 85  | 終戦記念日特集「戦争をどう記録して伝えていくか」                                                 | 石丸次郎                            | 宮田幸太郎 小原一真                 |                                                                                             |
| 86  | 震災とシングルマザー                                                                             | 谷岡理香                            | 赤石千衣子                          | この回から谷岡が新MCに加わり7人体制になる                                                   |
| 87  | 現代ストーカー問題                                                                               | 湯浅誠                              | 小早川明子                          |                                                                                             |
| 88  | 原発事故自主避難                                                                                 | 景山佳代子                          | 森松明希子、太田歩美                |                                                                                             |
| 89  | 無関心の大罪。この国に生きる責任とは?                                                            | 今西憲之                            | 木内みどり                          |                                                                                             |
| 90  | 安倍政権・橋下維新による“カジノ計画”に迫る                                                       | 西谷文和                            | 桜田照雄                            |                                                                                             |
| 91  | ファインダーから見た貧困と災害                                                                   | 湯浅誠                              | 安田菜津紀                          |                                                                                             |
| 92  | ヘイト活動と闘う                                                                                 | 石丸次郎                            | リ・シネ                            | 2回目のゲスト出場 （1回目ははなしの種・第12回放送でゲスト出場）                             |
| 93  | イラクから見えた私たちの責任                                                                     | 石井彰                              | 綿井健陽                            |                                                                                             |
| 94  | 孫たちへの証言〜私たちの戦争の記憶を風化させない                                                 | 景山佳代子                          | 福山琢磨                            |                                                                                             |
| 95  | 着物と羽織には9の紋どころ…憲法9条を守る噺家登場                                                  | 谷岡理香                            | 古今亭菊千代                        |                                                                                             |
| 96  | ネット署名で社会を変える〜Change.orgの戦略                                                       | 湯浅誠                              | ハリス鈴木絵美                      |                                                                                             |
| 97  | これからどうなる? 日本経済                                                                       | 西谷文和                            | 二宮厚美                            |                                                                                             |
| 98  | 2014年のメディア界を振り返る〜カウンターメディアの視点から                                       | 今西憲之                            | 篠田博之                            |                                                                                             |
| 99  | ヘイト活動の法律規制をどう考えるべきか                                                           | 石丸次郎                            | キム・ミョンス                      |                                                                                             |
| 100 | JK産業の実態〜女子高生たちに今何が起こっているのか?                                              | 湯浅誠                              | 仁藤夢乃                            |                                                                                             |
| 101 | 今、新聞のジャーナリズムが危ない                                                                 | 景山佳代子                          | 日比野敏陽                          | 日比野は京都新聞記者                                                                        |
| 102 | メディアの病理、そして上手な付き合い方とは                                                       | 石井彰                              | 下村健一                            | 下村は元東京放送アナウンサー。現・フリーアナウンサー、慶応大学特別招へい教授                |
| 103 | 現場からの告発〜パイロットしか知らない日米安保                                                   | 西谷文和                            | 山口宏弥                            |                                                                                             |
| 104 | コンピューターが、未来をどう変えるのか〜人工知能の最前線から〜                                   | 湯浅誠                              | 新井紀子                            |                                                                                             |
| 105 | 阪神淡路大震災復興の20年〜今の問題と東北復興への教訓を考える                                     | 石丸次郎                            | 山地久美子                          |                                                                                             |
| 106 | ワシントンの対日政策をどう動かすか?〜外交ロビイングの最前線から                                  | 今西憲之                            | 猿田佐世                            |                                                                                             |
| 107 | なぜ4割の得票で8割の議席なのか?                                                                  | 景山佳代子                          | 上脇博之                            |                                                                                             |
| 108 | 沖縄の民意、地元メディアはどう伝えてきたか                                                       | 谷岡理香                            | 小磯誠 松元剛                       | 小磯はラジオ沖縄報道部長、松本は琉球新報編集局次長兼報道本部長 （ラジオ沖縄スタジオで収録） |
| 109 | ホームレスをファーマーに〜農業から社会を変える                                                   | 湯浅誠                              | 小島希世子                          |                                                                                             |
| 110 | 日米原発利益共同体とは?〜利権に群がるシステムを解明する                                          | 西谷文和                            | 吉井英勝                            | 吉井は元衆議院議員                                                                          |
| 111 | 警察、原発、そして政治家…権力の闇について考える                                                  | 今西憲之                            | 仙波敏郎                            | 仙波は元鹿児島県阿久根市副市長                                                              |
| 112 | ジャーナリストの危険地帯取材はどうあるべきか                                                     | 石丸次郎                            | 志葉玲                              |                                                                                             |
| 113 | 認知症と生きる                                                                                   | 湯浅誠                              | 佐藤雅彦 永田久美子                 |                                                                                             |
| 114 | 東日本大震災から4年、被災地の声                                                                  | 景山佳代子                          | 脇坂博史 窪田新一                   |                                                                                             |
| 115 | 東日本大震災から4年、福島から伝えたいこと                                                        | 石井彰                              | 鈴木則雄 日塔マキ                   | 郡山市・ココラジスタジオで収録                                                              |
| 116 | 元朝日新聞記者・植村隆、日本軍慰安婦問題の真実を語る                                             | 西谷文和                            | 植村隆                              | 植村は元朝日新聞大阪本社記者                                                                |
| 117 | 住民投票で市民の声を届ける                                                                       | 湯浅誠                              | 大原隆広 関原明子                   |                                                                                             |
| 118 | “死刑弁護人”と呼ばれて                                                                           | 今西憲之                            | 安田好弘                            |                                                                                             |
| 119 | 農業だけじゃない! 危ないTPPの罠                                                                  | 石井彰                              | 内田聖子                            |                                                                                             |
| 120 | ひきこもりは自己責任か                                                                           | 景山佳代子                          | 高橋淳敏                            |                                                                                             |
| 121 | 「みんなの学校」（自主製作映画）から考える、公教育のあり方                                       | 湯浅誠                              | 真鍋俊永                            |                                                                                             |
| 122 | 【特集】今話題の大阪都構想、住民投票を解剖する                                                   | 西谷文和                            | 藤井聡                              |                                                                                             |
| 123 | 公開録音「リスナーとパーソナリティ 明日の集い」オンエア                                          | 石井彰 谷岡理香 湯浅誠 小出裕章     | 石井彰 谷岡理香 湯浅誠 小出裕章     | 2015年4月25日に、東京・東中野のSpace&Cafeボレポレ坐にて公開録音したものを放送               |
| 124 | 若者を使いつぶす「ブラックバイト」                                                               | 景山佳代子                          | 川村遼平                            |                                                                                             |
| 125 | 「何を怖れる」〜映画監督・松井久子が伝えたフェミニズム」                                         | 谷岡理香                            | 松井久子                            |                                                                                             |
| 126 | 絶望のススメ〜国際政治学者が説く、日本政治に可能性を見出す方法                                   | 湯浅誠                              | 三浦瑠麗                            |                                                                                             |
| 127 | 大阪都構想（の住民投票）を振り返る                                                               | 西谷文和                            | 柳本顕                              |                                                                                             |
| 128 | 軍装屋から見た戦後70年                                                                           | 今西憲之                            | 前川裕弘                            |                                                                                             |
| 129 | 大阪大空襲訴訟は何を残したのか?                                                                  | 矢野宏                              | 大前治                              | この回より矢野が新MCに加わり、8人体制に                                                     |
| 130 | 若者の声は、政治を変えられるか                                                                   | 湯浅誠                              | 原田謙介                            |                                                                                             |
| 131 | 廃案しかない、安保法制                                                                           | 西谷文和                            | 梅田章二                            |                                                                                             |
| 132 | 女性の社会的苦痛の諸相〜婚活殺人事件・従軍慰安婦問題を通じて                                     | 今西憲之                            | 北原みのり                          |                                                                                             |
| 133 | 女性のまなざしで生まれた被災地コミュニティ・場づくり                                             | 谷岡理香                            | 石本めぐみ                          |                                                                                             |
| 134 | 激変するミャンマー、日本との関係はどうなる?                                                      | 石丸次郎                            | 宇田有三                            |                                                                                             |
| 135 | 憲法ママカフェから広がる平和への願い                                                             | 湯浅誠                              | 竪十萌子                            |                                                                                             |
| 136 | 改めて考える。憲法学者が安保法案を違憲と考える理由                                               | 西谷文和                            | 小林節                              |                                                                                             |
| 137 | 冤罪はこうしてつくられる〜2人の被害者に聞く                                                      | 今西憲之                            | 桜井昌司 八田隆                     | 八田は電話出演                                                                              |
| 138 | SEALDs運動は2015年の安保闘争なのか?                                                              | 景山佳代子                          | 佐伯宗信 寺田ともか                 |                                                                                             |

### 小出裕章ジャーナル
| 回  | テーマ                                                                                      |
| --- | ------------------------------------------------------------------------------------------- |
| 1   | なし（小出を含む4人による討論会を放送したため）                                             |
| 2   | 原発維持費用                                                                                |
| 3   | 使用済み燃料棒の問題点                                                                      |
| 4   | 手抜き除染                                                                                  |
| 5   | 原発の国外輸出                                                                              |
| 6   | 福島第一原発での高濃度汚染水処理                                                            |
| 7   | 東京電力の情報公開                                                                          |
| 8   | 原発事故での甲状腺がんとその影響・治療法                                                    |
| 9   | 劣化ウランの性質と有害性                                                                    |
| 10  | 原子力基本法と原発政策                                                                      |
| 11  | 震災発生当時を振り返って                                                                    |
| 12  | ビキニ環礁での核実験と年間20mm㏜の是非                                                      |
| 13  | 原子力発電の基礎知識                                                                        |
| 14  | 原発事故のメカニズム                                                                        |
| 15  | なぜ原発は作られたのか?                                                                     |
| 16  | チェルノブィリ原発の現状                                                                    |
| 17  | 電力会社とゼネコン                                                                          |
| 18  | 沖縄とアメリカ軍と原発                                                                      |
| 19  | 放射能漏れと人体への影響                                                                    |
| 20  | 原発輸出入と核開発                                                                          |
| 21  | 放射性廃棄物と汚染水処理のゆくえ                                                            |
| 22  | 原発と活断層                                                                                |
| 23  | 地震と原発損壊の危険性                                                                      |
| 24  | プルサーマル計画とMOX燃料                                                                   |
| 25  | 北朝鮮の核開発                                                                              |
| 26  | 六ヶ所村再処理工場計画の危険性                                                              |
| 27  | 廃炉への険しい道のり                                                                        |
| 28  | 原発がなくても電力は足りる                                                                  |
| 29  | 総括原価方式                                                                                |
| 30  | 除染ビジネスの杜撰さ                                                                        |
| 31  | 日米原子力協定                                                                              |
| 32  | バカげた原発新災害対策指針                                                                  |
| 33  | 汚染水漏えい問題                                                                            |
| 34  | 原子力ムラ                                                                                  |
| 35  | 放射能から子供をどう守るか                                                                  |
| 36  | 安倍晋三首相のIOC総会のスピーチ「汚染水完全ブロック」の嘘                                   |
| 37  | 東電と政府の責任を明らかにせよ                                                              |
| 38  | 電力会社とメディアコントロール                                                              |
| 39  | 東海村JCO臨界事故（原子炉実験所臨界事故）から14年                                           |
| 40  | 汚染水漏れの危険性とは                                                                      |
| 41  | 柏崎刈羽原子力発電所再稼働問題をどう見るか                                                  |
| 42  | 東京電力は自然災害を軽視するのか                                                            |
| 43  | トリチウムについて                                                                          |
| 44  | 福島第一原発4号機核燃料棒の取り出しについて                                                 |
| 45  | 地層処分の有効性                                                                            |
| 46  | 政府の原発避難方針の転換                                                                    |
| 47  | 燃料棒は震災前から損傷していた?                                                             |
| 48  | 年間20mm㏜は健康への影響はないのか                                                          |
| 49  | 特定秘密保護法と原発事故報道                                                                |
| 50  | 福島第一原発事故と子供たちの健康                                                            |
| 51  | イランの核開発問題                                                                          |
| 52  | 東海村高レベル廃液・爆発の恐れ                                                              |
| 53  | インドのウラン鉱山汚染の実態                                                                |
| 54  | 福島第一原発の高線量問題                                                                    |
| 55  | 六ヶ所村再処理工場安全審査の真の目的                                                        |
| 56  | 迫る原発再稼働 「新規制基準」は「新安全基準」にあらず                                       |
| 57  | 除染技術の採算と効率性、その課題                                                            |
| 58  | 「講演会・戦争と原発はつながっている」レポート（前編）                                      |
| 59  | 政府の新エネルギー計策「原発ゼロ」の撤回                                                    |
| 60  | アメリカの原発事情                                                                          |
| 61  | 火力発電の効率化を高める「コンバインドサイクル」とは                                        |
| 62  | 「講演会・戦争と原発はつながっている」レポート（後編）                                      |
| 63  | 使用済み核燃料の危険性                                                                      |
| 64  | 揺れる「もんじゅ」の行方                                                                    |
| 65  | 川内原子力発電所優先審査                                                                    |
| 66  | アメリカによる日本のプルトニウム返還要求                                                    |
| 67  | 多核種除去設備（ALPS）                                                                      |
| 68  | 原発事故から28年、チェルノブィリの今                                                        |
| 69  | 「脱原発推進」のドイツに今何が起きているのか?                                               |
| 70  | 福島第1原発廃炉の現状                                                                       |
| 71  | 函館市による大間原子力発電所建設差し止め裁判提訴                                            |
| 72  | 続・福島第1原発廃炉の現状                                                                   |
| 73  | 今一度考える原発のメリット                                                                  |
| 74  | もんじゅ存続、エネルギー基本計画の思惑                                                      |
| 75  | 原発の街・伊方住民の40年の闘いについて                                                      |
| 76  | 吉田調書から見えてきた福島原発事故の真相                                                    |
| 77  | 原発と戦争・テロの脅威                                                                      |
| 78  | この夏（2014年）の電力需要                                                                  |
| 79  | 早くも行き詰った凍土壁処理問題                                                              |
| 80  | 「美味しんぼバッシング」（同作品内での原発鼻血描写問題）                                    |
| 81  | 膨らむ原発安全対策費                                                                        |
| 82  | 川内原子力発電所再稼働問題                                                                  |
| 83  | 歴代首相に対する関西電力ヤミ献金問題のスクープと日米原子力協定                              |
| 84  | 放射性物質の飛散量は最大1兆ベクレル                                                         |
| 85  | 美浜原子力発電所事故（日本の原発死亡事故第1号）から10年                                     |
| 86  | 除染基準を空間放射線量から個人被曝線量へ                                                    |
| 87  | 菅義偉官房長官の「川内原発と同型炉なら審査の効率化は可能か」の発言問題について              |
| 88  | 中間貯蔵施設受け入れと避難との関係性                                                        |
| 89  | 「世界一厳しい基準」とは                                                                    |
| 90  | 3つの東電発表から垣間見える事故の実相                                                       |
| 91  | 廃炉の問題点                                                                                |
| 92  | 京都大学原子炉実験所の紹介                                                                  |
| 93  | 原発と火山大国日本の危険な関係                                                              |
| 94  | なぜ規制委はSPEEDIを軽視するのか?                                                           |
| 95  | 四国電力 伊方原発の現状と問題点                                                             |
| 96  | 次世代型「高温ガス炉」の実用性                                                              |
| 97  | 鬼気迫る小出裕章国会証言を振り返る                                                          |
| 98  | 廃炉計画の行方                                                                              |
| 99  | 高浜原発1・2号機稼働延長問題                                                                |
| 100 | 特集シリーズ・福島原発の今（1）・使用済み燃料の取り出しはなぜ遅れているのか                 |
| 101 | 同上（2）・汚染水対策と除染について                                                         |
| 102 | 同上（3）・増え続ける放射性廃物                                                             |
| 103 | 同上（4）・廃炉への道                                                                       |
| 104 | 特集シリーズ・原発はなぜいけないのか（1）・核分裂反応を人間は制御できるのか?                |
| 105 | 同上（2）・原発と自然災害の関係とは                                                         |
| 106 | 同上（3）・ウランは夢のエネルギーか?                                                        |
| 107 | 同上（4）・廃物処理ができないのはなぜか                                                     |
| 108 | 同上（5）・放射能は消せないのか                                                             |
| 109 | 総合資源エネルギー調査会の中間報告の問題点                                                  |
| 110 | 原子力ムラと日米原発利益共同体はどう違うのか?                                               |
| 111 | 川内原発が危ない                                                                            |
| 112 | 福島第一原発廃炉に向けたIAEA（国際原子力機関）調査とは?                                     |
| 113 | 汚染水処理問題の現状とこれから                                                              |
| 114 | 福島第一原発、事故収束へのロードマップと優先課題、および解決方法について                    |
| 115 | 原発事故での“奇跡”とは                                                                      |
| 116 | いま一度原発再稼働とプルサーマルを問い直す                                                  |
| 117 | 原子力研究の人材育成                                                                        |
| 118 | 原子力ムラの隠ぺい体質                                                                      |
| 119 | 核のゴミの行方                                                                              |
| 120 | 公開収録（2015年3月27日・大阪府立住まい情報センター）・伊方原発〜闘う現地住民とともに       |
| 121 | 「原発攻撃被害報告書」について                                                              |
| 122 | 公開収録（2015年3月27日・大阪府立住まい情報センター）・原発誘致を阻止した街・和歌山県日高町 |
| 123 | 公開収録（2015年4月25日・Space&Cafeボレポレ坐）・特別篇・ラジオフォーラムという希望         |
| 124 | 公開収録（2015年3月27日・大阪府立住まい情報センター）・脱原発のビジョン                     |
| 125 | 原発事故の損害賠償を巡って                                                                  |
| 126 | 伊方原発適合問題                                                                            |
| 127 | 公開収録（2015年3月27日・大阪府立住まい情報センター）・リスナーとの質疑応答                 |
| 128 | 公開収録（2015年3月27日・大阪府立住まい情報センター）・原子力との41年                       |
| 129 | 汚染水対策の行方                                                                            |
| 130 | 核のごみ処分場をどうするか                                                                  |
| 131 | 双葉町の避難指示解除は妥当なのか                                                            |
| 132 | 2号機ベント失敗の検証報告                                                                   |
| 133 | 廃炉工程の見直し                                                                            |
| 134 | どうなる?原子力の人材育成                                                                   |
| 135 | 川内原発は本当に安全か                                                                      |
| 136 | 広島・長崎原爆の違いと日本の核兵器所有への思い                                              |
| 137 | インドとの原子力協定交渉の思惑                                                              |
| 138 | なぜ原発を「海温め装置」と呼ぶのか?                                                         |

### みんなジャーナル（電話インタビューによるトピックス）
※番組開始当初の「ラジオのたね」として放送されたものを含む
| 回  | テーマ |
| --- | --- |
| 1   | なし |
| 2   | NPO法人「ゆめ風基金」                                                                                               |
| 3   | 「道の駅・勿来九面（なこそここづら）」で始めた楢葉町被災者のそば屋                                                  |
| 4   | 一般社団法人社会的包摂サポートセンター「よりそいホットライン」                                                      |
| 5   | 西谷流地球の歩き方・ヨルダンの死海                                                                                  |
| 6   | 女川災害FM |
| 7   | 福島の被災パティシエが京都市で始めたカフェ「さがの如月菓フェ」                                                      |
| 8   | 白神まいたけを使ったキッシュ（秋田市の福祉施設「こみっと」）                                                        |
| 9   | JIM-NETのイラク医療支援                                                                                             |
| 10  | 朝鮮学校ええじゃないか! 春のモア・パレード                                                                          |
| 11  | なし |
| 12  | こんなに酷い! 東京・大阪のヘイトスピーチ （ゲスト・リ・シネ）                                                       |
| 13  | 北海道中頓別町「黄金湯（こがねゆ）」が目指す“町のお風呂屋さん”                                                      |
| 14  | 飯舘村の現状 |
| 15  | パンキャンジャパン（がん新薬開発運動）                                                                              |
| 16  | なし |
| 17  | 沖縄県の就職・生活支援パーソナル・サポート・センター                                                                |
| 18  | 西谷流地球の歩き方・スーダン                                                                                        |
| 19  | 「原発をゼロにする33の方法」の書籍紹介                                                                              |
| 20  | なし |
| 21  | 生活保護受給者の自立を支える雑誌「はるまち」                                                                        |
| 22  | 陸前高田市の復興の現状                                                                                              |
| 23  | NPO法人「ゆめ風基金」第2弾                                                                                          |
| 24  | なし |
| 25  | ブラック企業と決別を（特定非営利活動法人はたらぼ）                                                                  |
| 26  | 若者の声を政治に届けるには (TAZ)                                                                                    |
| 27  | なし |
| 28  | インドネシアでのコミュニティラジオ開局プロジェクト（FMわいわいの取り組み）                                          |
| 29  | 京都府京丹後市のアメリカ軍Xバンドレーダー設置計画問題                                                               |
| 30  | 地域コミュニティの再生を（静岡2.0）                                                                                 |
| 31  | モンゴルのウラン採掘場の実態と各最終処理場開発の問題                                                                |
| 32  | NPO法人「日本サハリン協会」によるサハリン抑留日本人の帰国支援                                                       |
| 33  | なし |
| 34  | 福島での地震・原発事故被災地の避難者の生活の現状                                                                    |
| 35  | 一般社団法人草の根ささえあいプロジェクト                                                                            |
| 36  | なし |
| 37  | メディアアンビシャス（北海道大学教授・山口二郎）                                                                    |
| 38  | なし |
| 39  | なし |
| 40  | 夜間中学の課題 |
| 41  | 狭山事件と冤罪の背景（記録映画「SAYAMA みえない手錠をはずすまで」について）                                         |
| 42  | 川俣町の現状 |
| 43  | 「介助」を広げる（日本ケアーフィットネス協会）                                                                      |
| 44  | 記録映画「笹の墓標」について（監督・影山あさ子）                                                                    |
| 45  | 原発本2冊から見る福島事故の真実 （書籍「タイムライン2011-2012」「福島原発事故 東電テレビ会議49時間の記録」の紹介）  |
| 46  | 沖縄の米軍基地問題と特定秘密保護法案の関係                                                                          |
| 47  | 日本航空の元客室乗務員が明かす日航の社内体質とは?                                                                   |
| 48  | マスメディアから見た特定秘密保護法案の危険性                                                                        |
| 49  | 楢葉町からの町外避難を拒んだ被災者                                                                                  |
| 50  | 聴導犬普及に向けたNPO法人「聴導犬育成の会」の取り組み                                                               |
| 51  | 張成沢氏死刑問題を日本在住脱北者はどう見ているか?                                                                   |
| 52  | カナダから見た2013年の日本（C-ZOOMラジオ日本・田村富士夫）                                                          |
| 53  | 僧侶が特定秘密保護法に反対する理由とは?                                                                             |
| 54  | 福島ハーメルン・プロジェクト・ジョイントチーム                                                                      |
| 55  | 大阪市入れ墨調査アンケート問題                                                                                      |
| 56  | 原発温排水が与える海洋生物への影響（京都大学舞鶴水産実験所）                                                        |
| 57  | 太鼓集団「響」 |
| 58  | 君が代条例問題の今                                                                                                  |
| 59  | FMとおかまち |
| 60  | NHK受信料不払い運動                                                                                                 |
| 61  | NPO法人全国言友会連絡協議会（吃音の問題について）                                                                   |
| 62  | 釜ヶ崎支援に入る大阪YMCA                                                                                            |
| 63  | NPO法人「ゆめ風基金」第3弾                                                                                          |
| 64  | 原発災害情報センターと放射能測定センター「ベク知る」                                                                |
| 65  | 難聴者は何を思うのか（佐村河内守氏問題他）                                                                          |
| 66  | 労働者派遣法改正案の問題点                                                                                          |
| 67  | リスナーから寄せられたお便り                                                                                        |
| 68  | 西谷文和の最新ウクライナ情勢レポート                                                                                |
| 69  | ユースリンク |
| 70  | 福島生業裁判 |
| 71  | カナダの公共放送事情（C-ZOOMラジオ日本・田村富士夫）                                                                |
| 72  | 関東大震災朝鮮人虐殺とヘイトスピーチの関係 （書籍・「九月、東京の路上で〜1923年関東大震災ジェノサイドの残響」紹介） |
| 73  | 福島・北海道かけはしプロジェクト                                                                                    |
| 74  | NPO法人Check（災害時に備えたトイレマップ作り）                                                                      |
| 75  | 「袴田事件」再審決定の真相                                                                                          |
| 76  | おおすみ半島コミュニティ放送ネットワーク                                                                            |
| 77  | 小浜市での反原発運動                                                                                                |
| 78  | なし（小出の著書プレゼントの当選発表会）                                                                            |
| 79  | ビッグイシュー日本版                                                                                                |
| 80  | ミュージシャン・DELIの挑戦                                                                                          |
| 81  | 京都朝鮮学校襲撃事件に見るヘイトスピーチ問題の本質                                                                  |
| 82  | 宮崎日日新聞が伝えた地方の子供の貧困問題                                                                            |
| 83  | ヴェールに包まれた内閣官房機密費                                                                                    |
| 84  | なし（小室による反戦歌の生歌披露のため）                                                                            |
| 85  | 中国共産党最高幹部、周永康氏立件の内実                                                                              |
| 86  | 大船渡市での復興支援活動                                                                                            |
| 87  | なし（ゲストコーナーが長引いたため）                                                                                |
| 88  | リスナーからの投書紹介                                                                                              |
| 89  | 「原子力明るい未来のエネルギー」あの双葉町の標語をつくった小学生は今                                                |
| 90  | イスラム国と湯川遥菜さん拘束事件の真相（西谷によるレポート）                                                        |
| 91  | なし（ゲストコーナーが長引いたため）                                                                                |
| 92  | リスナーからの投書紹介                                                                                              |
| 93  | 小さな映画館が見続ける映画の夢 （札幌市「シアターキノ」）                                                           |
| 94  | 閖上（ゆりあげ）子ども会議                                                                                          |
| 95  | なし（ゲストコーナーが長引いたため）                                                                                |
| 96  | ホームレスサッカー日本代表「野武士JAPAN」                                                                           |
| 97  | 東住吉冤罪事件 |
| 98  | リスナーからの投書紹介                                                                                              |
| 99  | リスナーからの投書紹介 （ドイツから寄せられたヘイト問題に関連する投書）                                             |
| 100 | 第100回放送に寄せて（各パーソナリティー挨拶）                                                                       |
| 101 | 普通の暮らしを奪われた人々の支援・西村陽子さんの取り組み                                                            |
| 102 | NHK・籾井勝人会長の辞任を求める動き                                                                                 |
| 103 | アフガニスタン女性解放組織RAWA連の活動                                                                              |
| 104 | 長野県北部地震（2014年11月）                                                                                        |
| 105 | 大震災を描く映画「神戸在住」への思い                                                                                |
| 106 | 沖縄県・翁長雄志新知事の政策                                                                                        |
| 107 | 景山佳代子・東日本大震災避難者里帰りバス同行記                                                                      |
| 108 | なし（ゲストコーナーが長引いたため）                                                                                |
| 109 | なし（ゲストコーナーが長引いたため）                                                                                |
| 110 | 緊急報告・イスラーム国（ISIL）はなぜ生まれたのか?2人の日本人の人質はなぜ殺されたのか（西谷による解説）              |
| 111 | 川内原発から20キロ・阿久根市民にとっての再稼動とは?                                                                 |
| 112 | 緊急報告・今、日本が中東でできること、すべきでないこととは?                                                         |
| 113 | なし（ゲストコーナーが長引いたため）                                                                                |
| 114 | 福島県地元住民案内ツアー                                                                                            |
| 115 | なし（ゲストコーナーが長引いたため）                                                                                |
| 116 | 大阪都構想とは何か?                                                                                                 |
| 117 | 釜石市の復興の現在                                                                                                  |
| 118 | 原発推進のあの看板、撤去反対の署名活動                                                                              |
| 119 | なし（ゲストコーナーが長引いたため）                                                                                |
| 120 | NHK東日本大震災プロジェクトテーマソング「花は咲く」への批判を考える                                                 |
| 121 | 東日本土壌ベクレル測定プロジェクトの活動                                                                            |
| 122 | なし（ゲストコーナーが長引いたため）                                                                                |
| 123 | なし（公開収録の特別編成のため）                                                                                    |
| 124 | 特定秘密保護法で天気予報は変わる                                                                                    |
| 125 | フォトボイスプロジェクトの取り組み                                                                                  |
| 126 | なし（ゲストコーナーが長引いたため）                                                                                |
| 127 | 安保法制に反対するシールズの活動                                                                                    |
| 128 | リスナーからの投書紹介                                                                                              |
| 129 | 住宅支援の無償提供打ち切りについて                                                                                  |
| 130 | YEC若者エンパワメント委員会                                                                                         |
| 131 | 労働者派遣法改正案の問題点                                                                                          |
| 132 | 双葉町の「あの標語」はどうなるか（原発推進のスローガンが書かれた看板・横断幕の撤去問題）                            |
| 133 | アクティブ防災 |
| 134 | 北朝鮮拉致問題の今                                                                                                  |
| 135 | 若い世代が置かれている環境の問題                                                                                    |
| 136 | なし（ゲストコーナーが長引いたため）                                                                                |
| 137 | なし（ゲストコーナーが長引いたため）                                                                                |
| 138 | 映画「日本と原発」                                                                                                  |

## 寄付金制度
ラジオアクセスフォーラムでは、「市民が番組の提供・協賛スポンサーである」ということをモットーとして、市民の視点で良質な番組を目指すにあたり、市民からの寄付金を募集している。
- 維持会員：年会費3000円
- 特別維持会費：年会費1万円

年会費は会計年度で、3月までに更新すること。
少額のカンパ募金も可
振り込みは銀行口座、及びゆうちょ銀行による振替口座で行う。

## 公開講演会・トークショー
| 回 | 開催日         | 会場                                                 | 演題 | 演題 | 出演者                                              | 備考                                   |
| -- | -------------- | ---------------------------------------------------- | --- | --- | --------------------------------------------------- | -------------------------------------- |
| 1  | 2013年2月24日  | ロフトプラスワン（新宿区）                           | 座談会・祝!「ラジオフォーラム」放送開始記念! 〜「たね蒔きジャーナル」終了の真相&今、福島第一原発はどうなっているのか?〜        | 座談会・祝!「ラジオフォーラム」放送開始記念! 〜「たね蒔きジャーナル」終了の真相&今、福島第一原発はどうなっているのか?〜        | 小出裕章 今西憲之 西谷文和 石井彰 おしどり          | 小出は第1部、西谷、石井は第2部のみ出場 |
| 2  | 2013年10月20日 | 阿佐ヶ谷ロフトA（杉並区）                            | （第1部）講演会・福島第一原発事故〜31か月目の真実〜                                                                            | （第1部）講演会・福島第一原発事故〜31か月目の真実〜                                                                            | 小出裕章 山本太郎                                   |                                        |
| 2  | 2013年10月20日 | 阿佐ヶ谷ロフトA（杉並区）                            | （第2部）座談会・ラジオフォーラムの挑戦と未来                                                                                  | （第2部）座談会・ラジオフォーラムの挑戦と未来                                                                                  | 小室等 吉岡忍 朴慶南 森達也 石井彰 今西憲之（司会） |                                        |
| 3  | 2013年11月6日  | 大阪市立いきいきエイジングセンター3Fホール（大阪市） | 取材報告座談会・3人のパーソナリティーが語る 緊急!シリア・北朝鮮・福島からのレポート                                            | 取材報告座談会・3人のパーソナリティーが語る 緊急!シリア・北朝鮮・福島からのレポート                                            | 石丸次郎 今西憲之 西谷文和                          |                                        |
| 4  | 2014年2月2日   | エル・おおさか・エルシアター（大阪市）               | 小出裕章講演会・戦争と原発はつながっている                                                                                     | 小出裕章講演会・戦争と原発はつながっている                                                                                     | 小出裕章                                            |                                        |
| 4  | 2014年2月2日   | エル・おおさか・エルシアター（大阪市）               | トークショー・シリア・アフガニスタン取材報告会                                                                                 | トークショー・シリア・アフガニスタン取材報告会                                                                                 | 西谷文和                                            |                                        |
| 5  | 2014年4月20日  | ロフトプラスワンウェスト（大阪市）                   | 徹底討論「大阪」 | 徹底討論「大阪」 | 平松邦夫 吉富有治 西谷文和 今西憲之（司会）         |                                        |
| 6  | 2014年7月24日  | ロフトプラスワンウェスト（大阪市）                   | （題の記載なし） | （題の記載なし） | 小出裕章 加納雄二 今西憲之（司会）                  |                                        |
| 7  | 2015年3月27日  | 大阪市立住まい情報センター・3階ホール                | 「祝!初出版記念」ラジオフォーラム感謝祭2015                                                                                    | （第1部）座談会・「危機に瀕するジャーナリズム」                                                                                | 石丸次郎 今西憲之 西谷文和 景山佳代子（司会）       |                                        |
| 7  | 2015年3月27日  | 大阪市立住まい情報センター・3階ホール                | 「祝!初出版記念」ラジオフォーラム感謝祭2015                                                                                    | （第2部）講演会・「小出裕章ジャーナル拡大版」公開収録                                                                          | 小出裕章                                            |                                        |
| 8  | 2015年4月25日  | Space&Cafeポレポレ坐（中野区）                       | 「ラジオは真実を報道できるか」出版記念・ラジオフォーラムリスナーとパーソナリティーの「明日の集い・ラジオフォーラムという希望」 | 「ラジオは真実を報道できるか」出版記念・ラジオフォーラムリスナーとパーソナリティーの「明日の集い・ラジオフォーラムという希望」 | 石井彰 谷岡理香 湯浅誠 小出裕章                     |                                        |

### 協賛イベント
| 回 | 開催日        | イベント名                     | 会場                               | 演題                                                                | 出演者                                           | 備考 |
| -- | ------------- | ------------------------------ | ---------------------------------- | ------------------------------------------------------------------- | ------------------------------------------------ | --- |
| 1  | 2013年10月6日 | 「ジャーナリズムフェスタ2013」 | エル・おおさか・南ホール（大阪市） | マスメディアの”終焉”と報道-権力と向き合う”リーク”と調査報道を考える | 青木理 高田昌幸 今西憲之 石丸次郎 合田創（司会） | （スポンサー） - 主催：ジャーナリズムフェスタ2013実行委員会 - 協賛：アイ・アジア、アジアプレス大阪、自由ジャーナリストクラブ、DAYSJAPAN関西サポーターズクラブ、（一社）ラジオアクセスフォーラム |
| 2  | 2014年3月22日 | デモクラTVとの共同中継         | （インターネット中継）             | 事故から3年福島の今 〜小出裕章氏に聞く〜                            | 小出裕章 今西憲之 山田厚史 鈴木耕 マエキタミヤコ | |

## 出版
- 「ラジオは真実を報道できるか 市民が支える『ラジオフォーラム』の挑戦」（2015年2月 岩波書店 クレジット上の著者は「ラジオフォーラム+小出裕章」。出版当時の同番組パーソナリティー7名に加え木内みどりも共著に参加している）ISBN 4000255010